# Zavrh (Bloke, Slovenija)
Zavrh je naselje u slovenskoj Općini Bloki. Zavrh se nalazi u pokrajini Notranjskoj i statističkoj regiji Notranjsko-kraškoj. 

## Stanovništvo
Prema popisu stanovništva iz 2002. godine naselje je imalo 16 stanovnika.